# Armavir (stad i Armenien)
För olika betydelser av Armavir, se Armavir

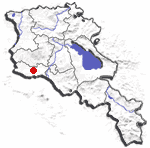
Stadens läge i Armenien

Armavir (armeniska: Արմավիր) är en stad i provinsen Armavir i västra Armenien. Den nuvarande staden var en bosättning sedan 1903 känd som Sardarabad (armeniska: Սարդարապատ; ryska: Сардарапат) före 1932 och som Hoktemberjan (armeniska: Հոկտեմբերյան; ryska: Октемберян: oktober på svenska, till minne av oktoberrevolutionen 1917) till 1995. Staden grundades 1932, åtta kilometer från den antika staden Armavir. Befolkningen uppgick till 33 700 invånare i början av 2008.
Armavir är förvaltningsort för provinsen Armavir. Den är också sedan 2014 säte för den armeniska apostoliska kyrkans biskopsdöme Armavir. Katedralen Sankt Grigorius av Narek invigdes i maj 2014.
Staden Armavir i Ryssland, som grundades av armenier på 1800-talet, har fått sitt namn efter denna stad. Den tidigare antika staden Armavir var Armeniens huvudstad under Orontiddynastin från 331 före Kristus. 

## Bildgalleeri

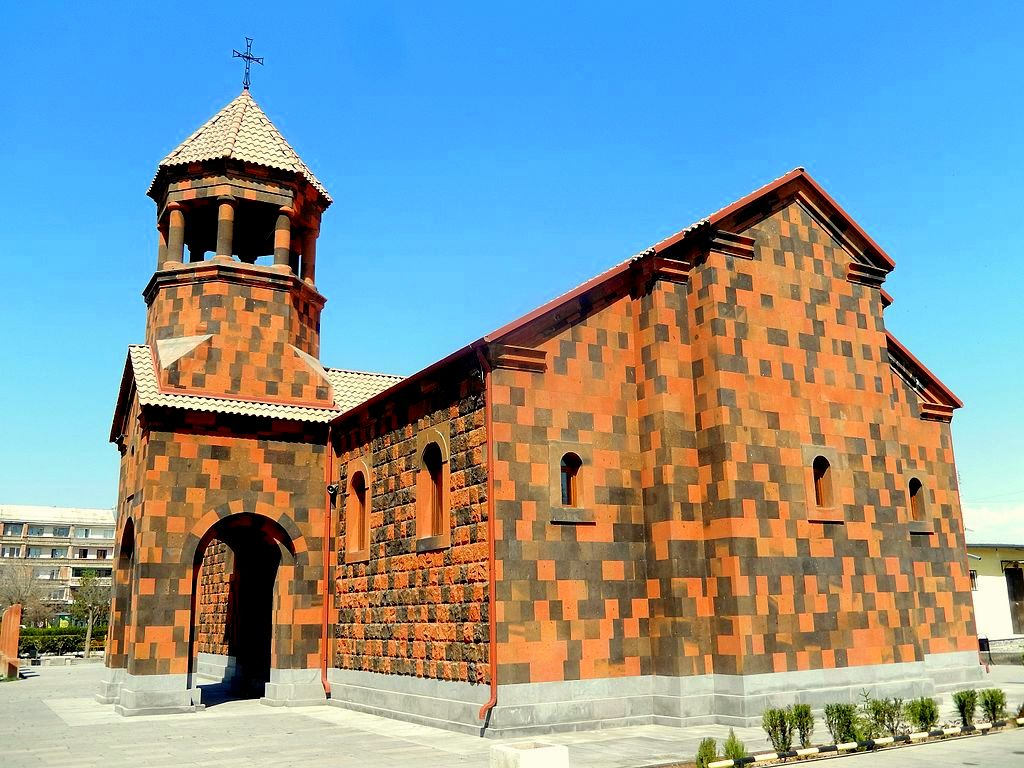
Katedralen Sankt Grigorius av Narek
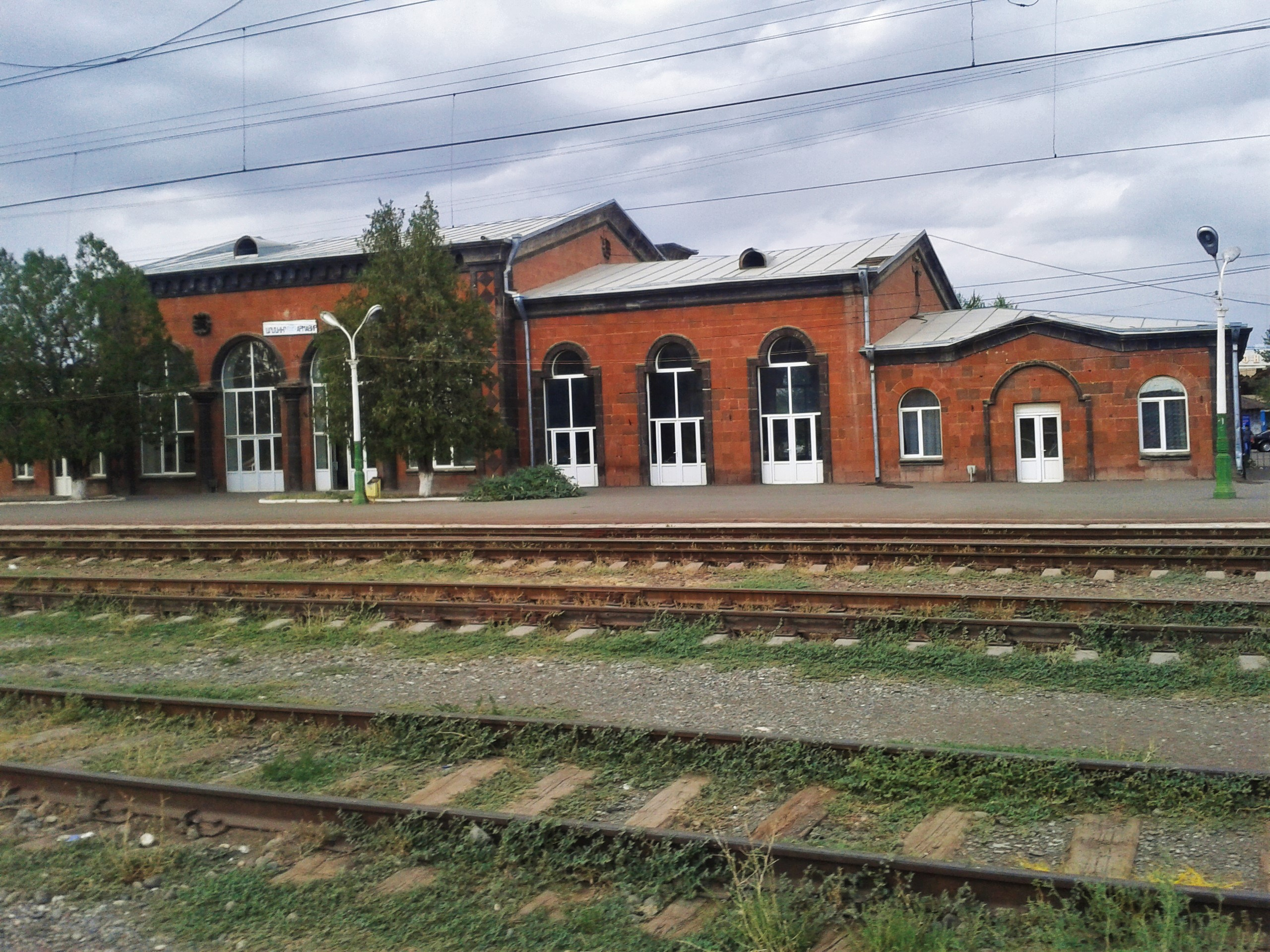
Järnvägsstatiuonen i Armavir
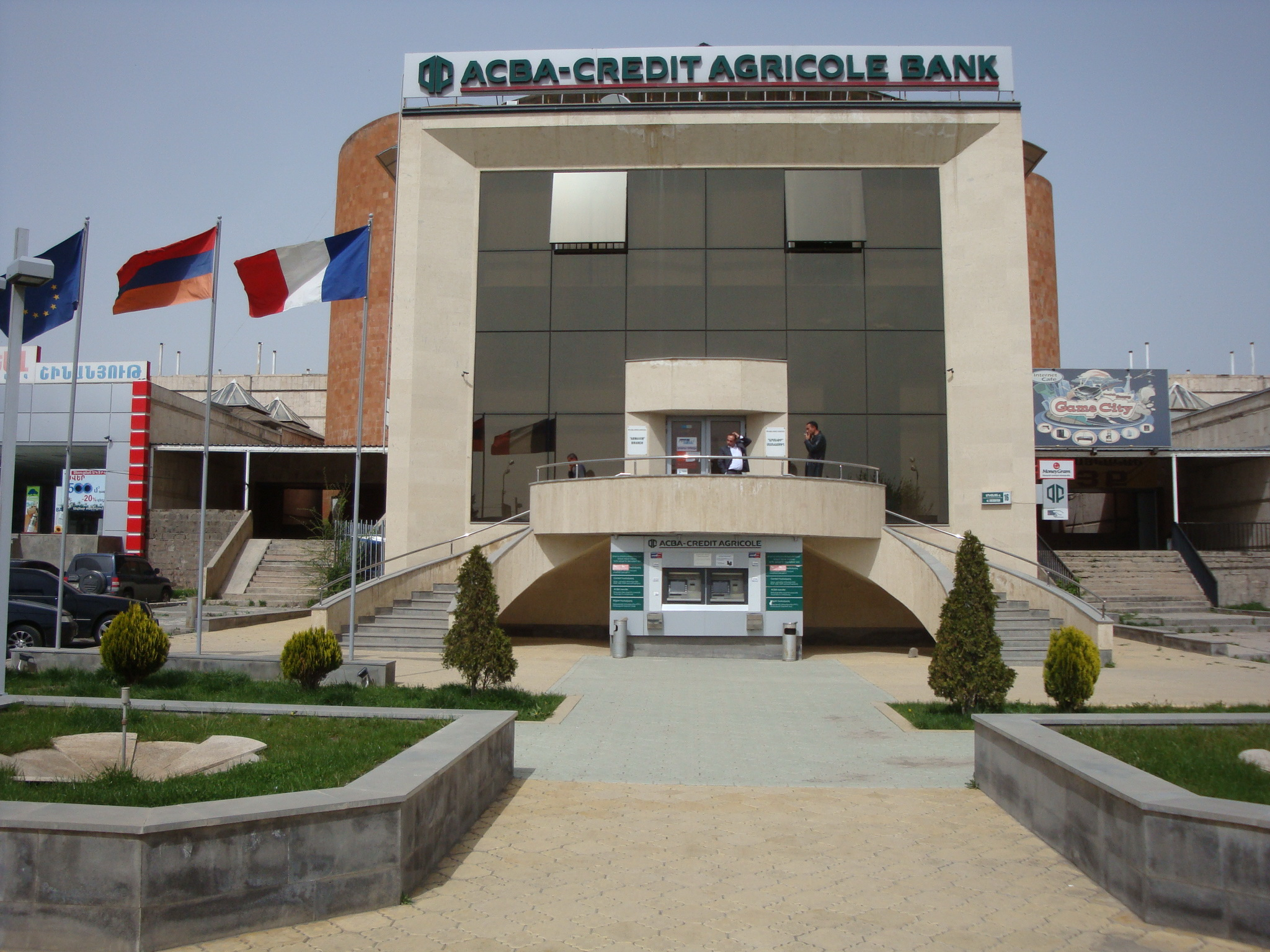
ACBA-Credit Agricole Banks branschkontor